# Туймазинский фарфоровый завод
Туймазинский фарфоровый завод — предприятие по производству посуды и скульптурных изделий располагавшееся в городе Туймазы Туймазинского района Республики Башкортостан.

## История
Предприятие начали возводить в марте 1975 года, а первая партия годовой продукции была отгружена 3 года спустя, поэтому датой основания завода считается 20 декабря 1978 года.
В 1993 году завод сменил своё название на «Туймазинский фарфор». В 1996 году было образовано ОАО «Туймазинский фарфор». В 2007 году завод объявил о банкротстве, а в 2015 году ОАО было ликвидировано.

## Клейма
У завода существовала только одна версия клейма, составленная наложением букв Т и Ф (Туймазинский фарфор).